# Chrysometa adelis
Chrysometa adelis là một loài nhện trong họ Tetragnathidae.
Loài này thuộc chi Chrysometa. Chrysometa adelis được Herbert W. Levi miêu tả năm 1986.